# كونيليارة

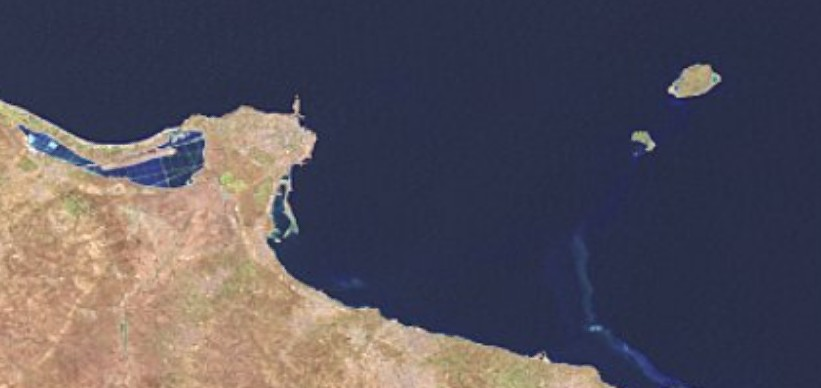
صورة فضائية لأرخبيل قورية قرب مدينة المنستير (على اليسار)

كونيليارة أو قورية الصغيرة الجزيرة الصغرى من أرخبيل قورية الذي يقع في الوسط التونسي شرق مدينة المنستير.